# Інмобіліарія
Інмобіліарія (ісп. Edificio La Inmobiliaria) (раніше відоме як палац Хайнлайн) — офісне приміщення, розташоване на проспекті Авеніда де Майо в районі Монсеррат у столиці Аргентини — місті Буенос-Айресі. Побудовано для страхової компанії з однойменною назвою, заснованої Антоніо Девото. Має два упізнавані куполи-близнюки червоного кольору.

## Історія

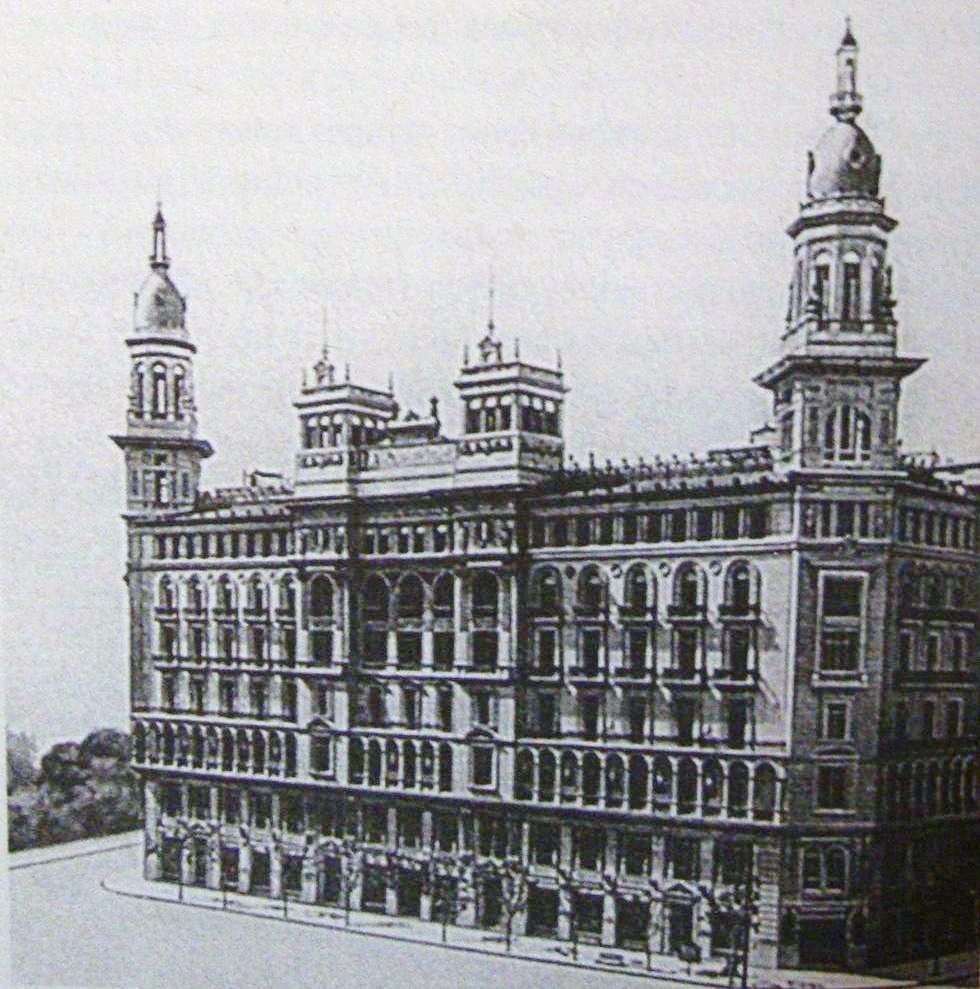
Фото 1910 року, на фото всі деталі оригінальної будівлі, які нині відсутні: зубці на даху, обломи і дароносиці на куполах.

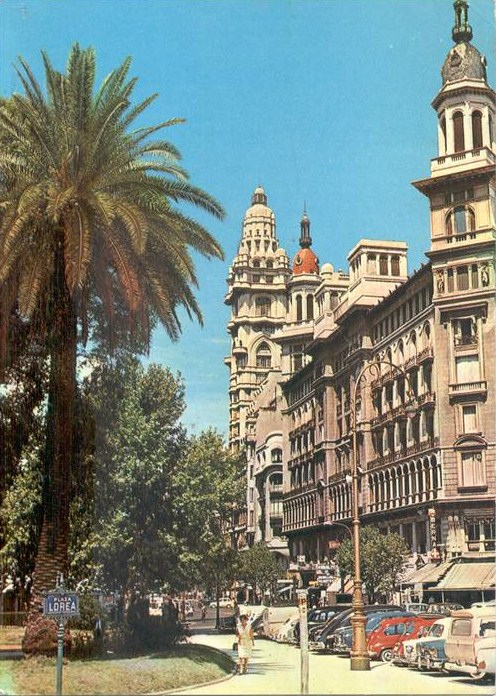
Інмобіліарія: куполи покриті шифером цеглово-червоного кольору (70-ті роки)

Компанія Інмобіліарія, заснована Антоніо Девото 1893 року, була першою страховою компанією, що надавала послуги загального страхування, страхування життя, від нещасних випадків, пожеж, граду, повеней, фінансових ризиків. Її штаб-квартира розташовувалася у фінансовому центрі Буенос-Айреса, на вулиці Сан-Мартіна, 235. В кінці 1908 року, за кілька років до сторіччя Травневої революції, компанія зважилася почати будівництво колосальної будівлі (однієї з перших у своєму роді в місті) на Авеніда де Майо, що виходить заднім фасадом на площу Конгресу, з головним фасадом на Авеніда де Майо, займаючи весь квартал. Для роботи над проєктом запросили італійського архітектора Луї (Луїджі) Броггі, і 29 січня 1909 газета La Prensa опублікувала плани будівлі, яка була побудована до 25 травня 1910, в рік сторіччя республіки.
Компанія Інмобіліарія зайняла другий поверх нового будинку, а на першому поверсі, купленому Гільєрмо Хайнлайном, розмістилася його компанія з продажу сантехніки (він першим почав продаж туалетів з сифоном). Через це будинок був широко відомим як Палац Хайнлайн. Після смерті власника 1920 року його спадкоємці продали цю нерухомість. Її купили інші магазини і кафе, наприклад «Cervecería Berna», яке з'явилося в будівлі 1928 року і містилося на розі Авеніда де Майо і вулиці Луїса Саенса Пеньї. Це кафе мало успіх, його столи займали частину тротуару і заважали пішоходам. Власник кафе, іспанець Даніель Кальсадо, вигадав бутерброд «Берн», що включає яловичу вирізку з анчоусами. В його кафе бував мадридський журналіст Мануель Фонтедевілья і поет Карлос де ла Пуа, який працював у сатиричному журналі в 30-х роках, але зрештою кафе було закрито до кінця двадцятого століття.

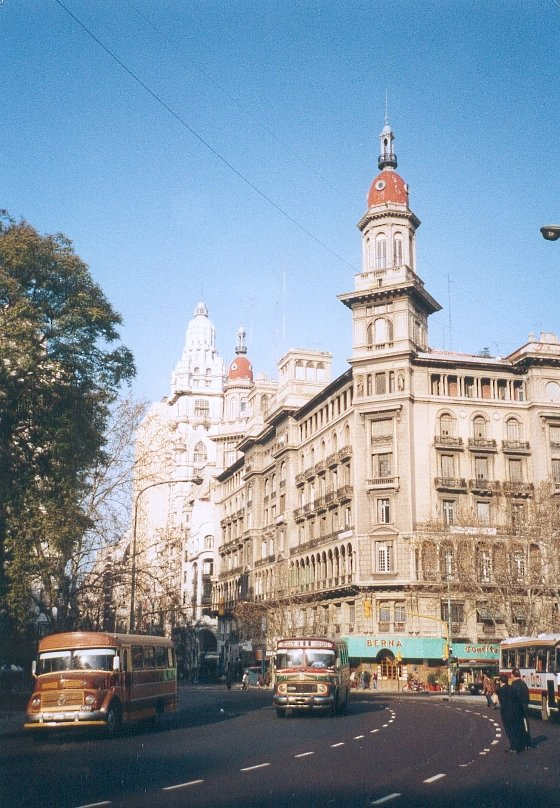
Інмобіліарія, вигляд з вулиці

З часом будівля втратила молдинги на стінах, в 1930-х роках зникло багато декоративних елементів, зубці на даху та інші деталі. 1968 року один з куполів було реставровано. 9 червня 1994 року шторм зруйнував його двійника, який демонтували для повного відновлення за три тижні. Реставратори виявили, що його стан був таким, що він міг обвалитися в найближчі роки. Нині будівлю займають філія Національного банку Аргентини, Науково-дослідний інститут історії права і різні торгові фірми, офіси. Є частиною історичної спадщини міста. Після багатьох років забуття, фасад був перебудований 2012 року.

## Характеристики

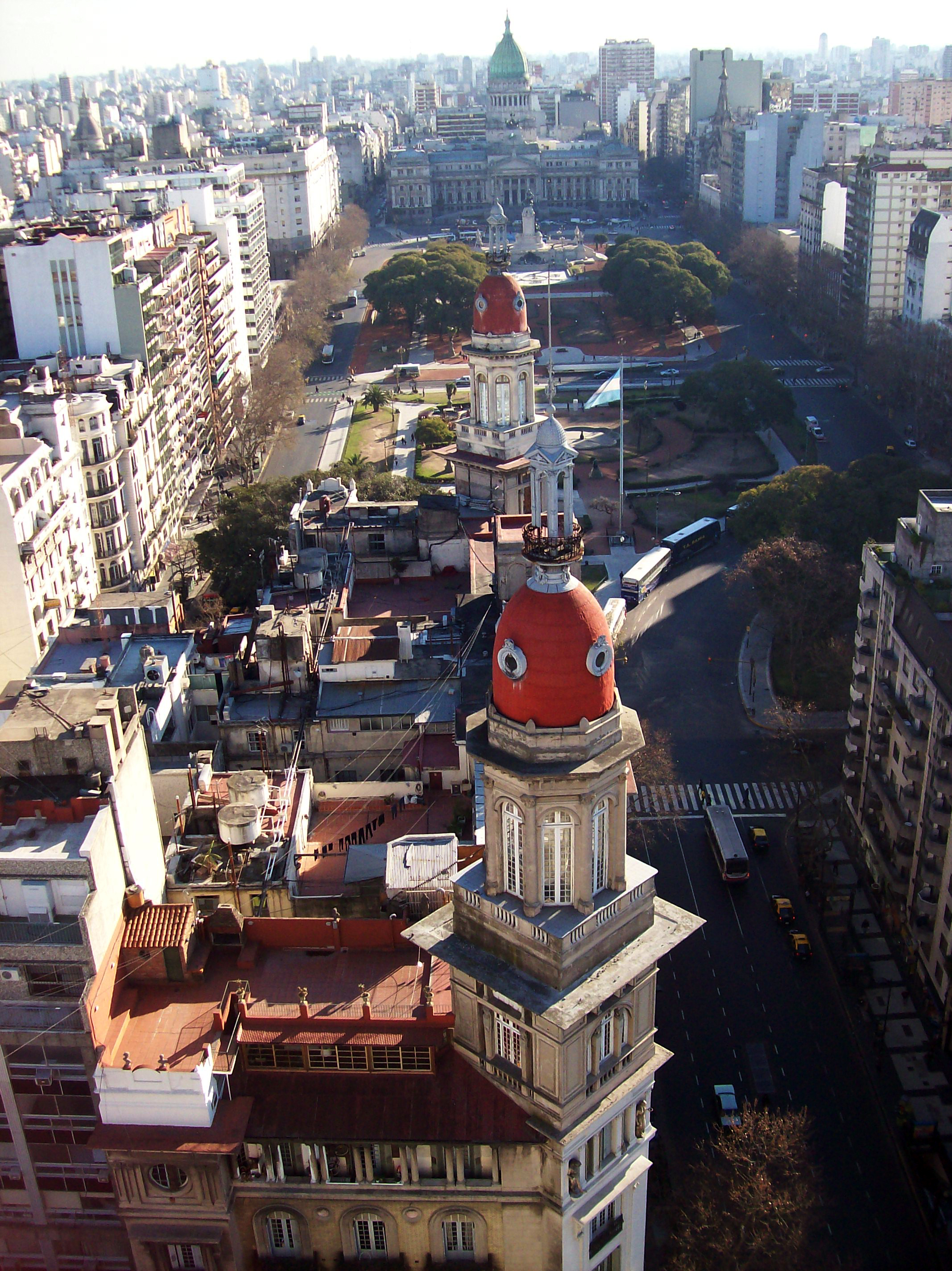
Вигляд з Паласіо Бароло.

Будівля займає квартал на південній стороні Авеніда де Майо за нумерацією від 1400 до 1500, і бічні входи на вулиці Сан-Хосе 39 і на вулиці Луїса Саенса Пеньї 60. Крім комерційних приміщень, на верхніх поверхах будівлі розташовано 51 житловий номер. Стиль будівлі характеризується як неоренесанс, і її фасад має загальну осьову симетрію, позначену двома куполами на даху. Вони розташовані по кутах Авеніда де Майо, покриті залізом і цинком, червонуватого кольору. Спочатку вони були темно-сірого кольору, але під час реставрації 1968 року один з них втратив покриття з шиферу і набув цеглового кольору. Таким чином, два куполи мали різні кольори аж до реконструкції 1993 року, коли обидва були пофарбовані в один колір. Будинок і його центральний вхід прикрашають пара грецьких статуй богів Венери і Аполлона, на Авеніда де Майо розташовані лоджії, галереї, колони, що підтримують арку, типово італійського стилю і прикрашені графіті, які в даний час дуже пошкоджені.
З іншого боку, будинок втратив більшу частину свого первісного оздоблення: на початку 1930-х років уже видалено кілька елементів на фасаді, молдинги, що оточували обидва куполи, зубці на даху і молдинги в різних частинах фасаду. Сграфіто на стінах лоджії на другому поверсі зникло через вологу, а небагато фрагментів, що збереглися, зроблені вже новими власниками.
Стосовно внутрішнього декору, Інмобіліарія має 4 виходи на Авеніда де Майо, кожен з яких веде до невеликої зали з ліфтом і сходами. На верхніх поверхах знаходяться внутрішні дворики, де також розташовані додаткові послуги (кухня, пральня та ванні кімнати). Номери були зроблені в італійському стилі, поруч один з одним і доступні не тільки через лінійний коридор, але також і завдяки внутрішнім дверям у номерах.

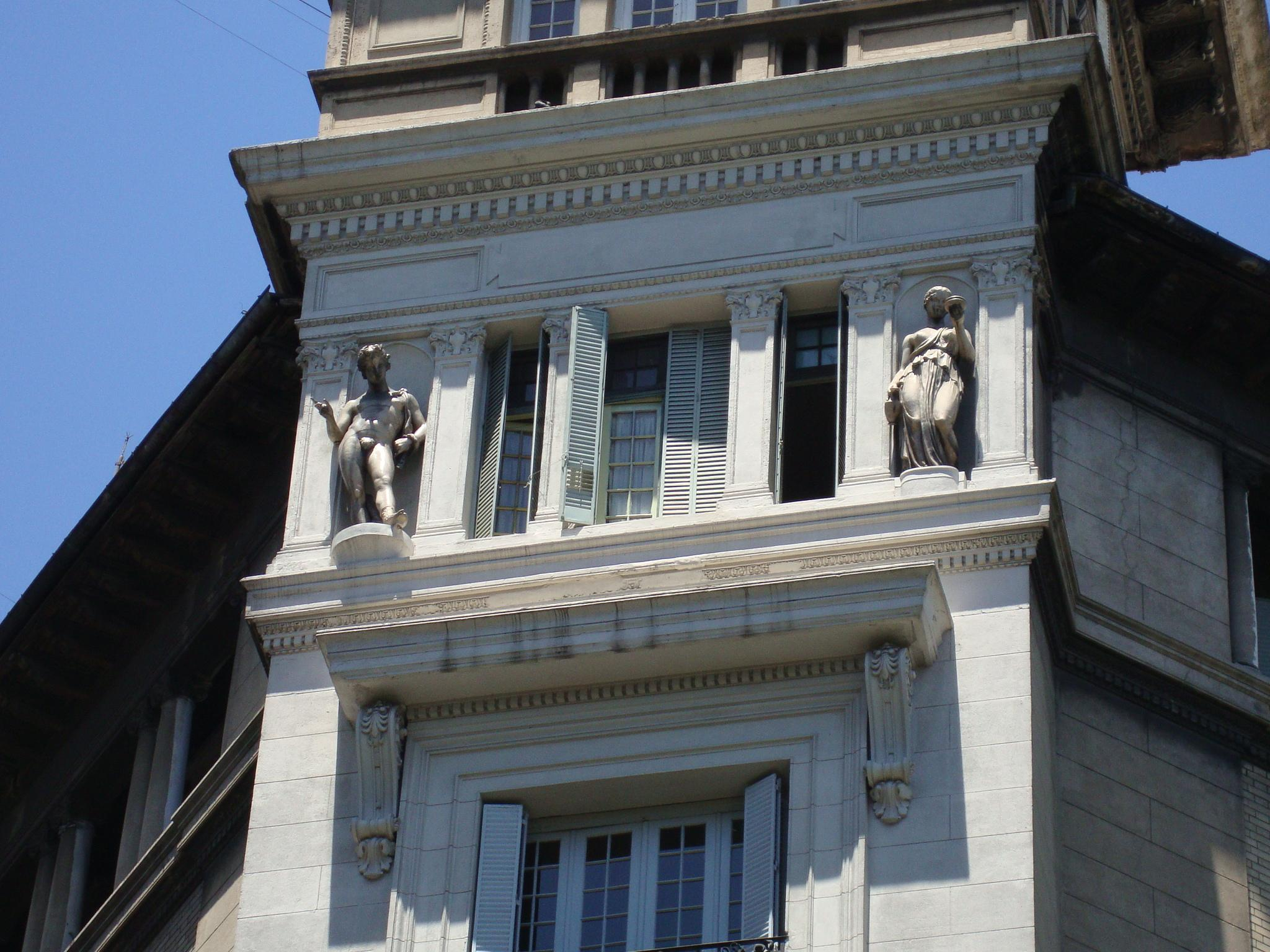
Статуї
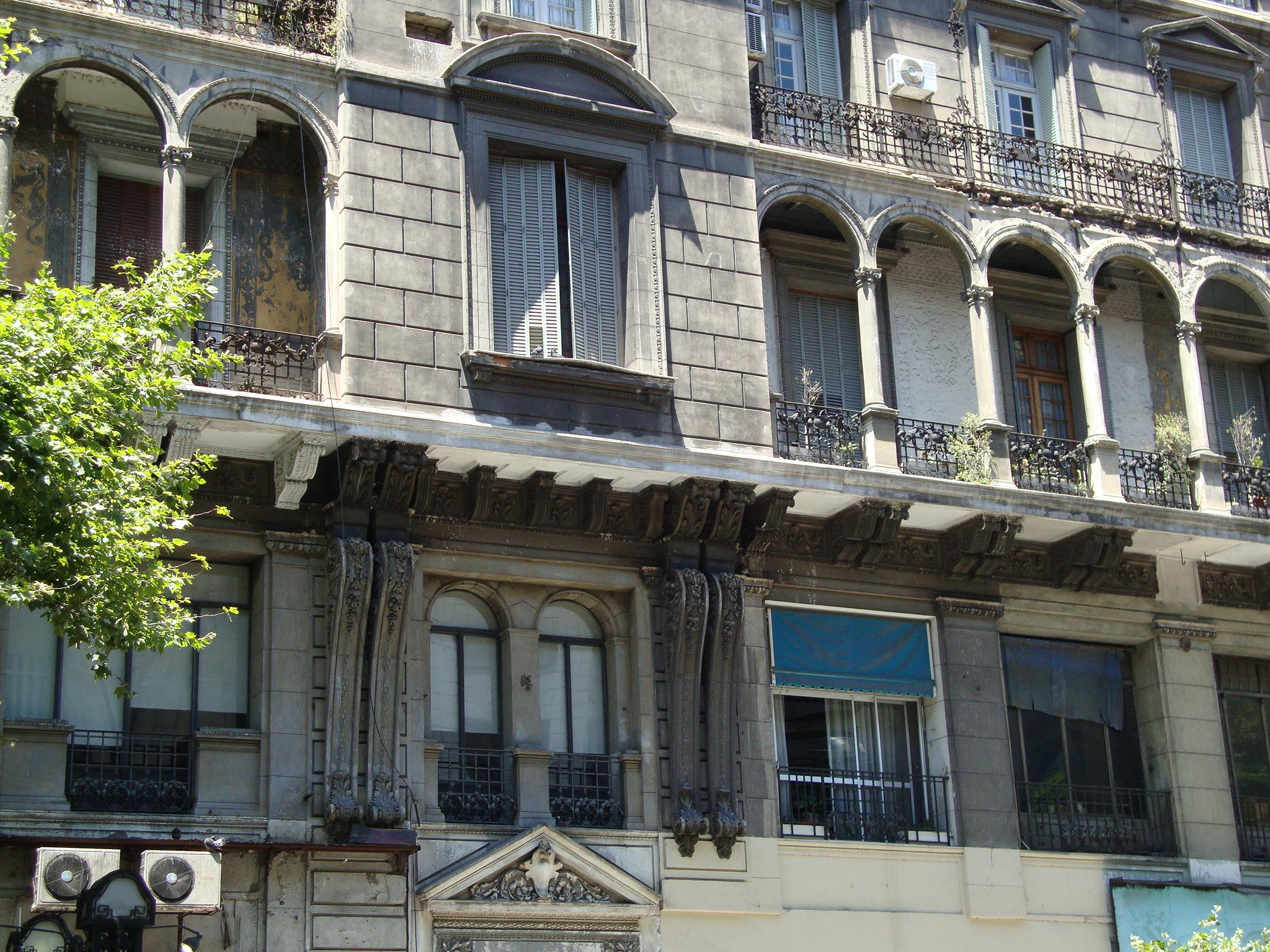
Лоджії
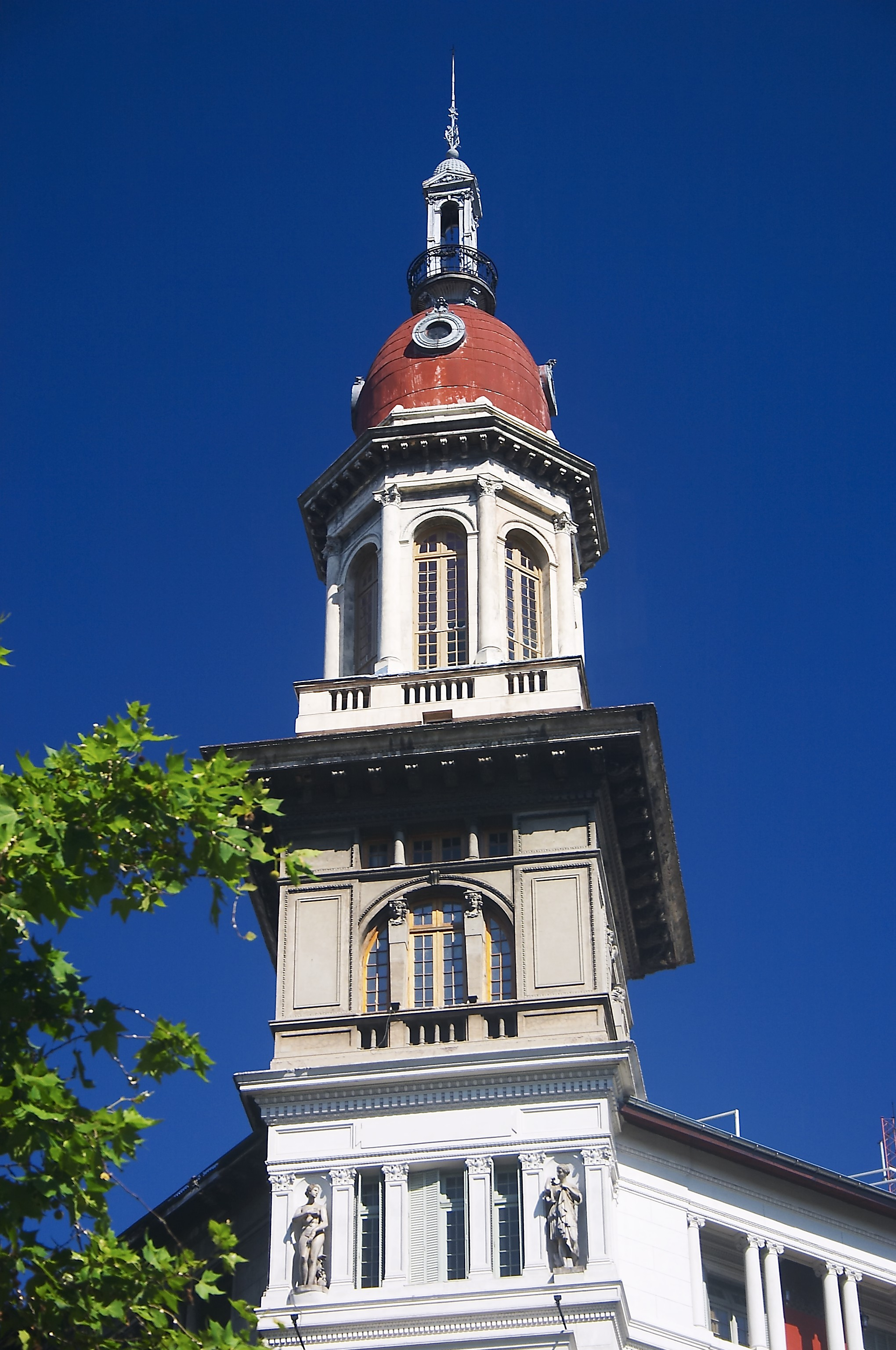
Купол